# Louisa County (Iowa)
Das Louisa County ist ein County im US-Bundesstaat Iowa. Bei der Volkszählung im Jahr 2020 hatte das County 10.837 Einwohner und eine Bevölkerungsdichte von 10,4 Einwohnern pro km². Der Verwaltungssitz (County Seat) ist Wapello, benannt nach einem Häuptling der Fox-Indianer.

## Geographie
Das County liegt im Südosten von Iowa an der Grenze zu Illinois, die durch den Mississippi gebildet wird und hat eine Fläche von 1082 km², wovon 41 km² Wasserfläche sind. Es grenzt an folgende Nachbarcountys:
| Johnson County    | Muscatine County  | Rock Island County (Illinois) |
| Washington County |                   | Mercer County (Illinois)      |
| Henry County      | Des Moines County |                               |

## Geschichte
Das Louisa County wurde am 7. Dezember 1836 gebildet. Benannt wurde es nach Louisa Massey, die zu dieser Zeit hier sehr bekannt war, weil sie den Mord an ihrem Bruder rächte, indem sie den Verantwortlichen erschoss.
Das erste Gerichtsgebäude war eine Holzhütte. 1840 wurde das zweite, etwa 12 × 6 m große einstöckige Gerichtsgebäude aus Stein erbaut. 1854 wurde das dritte erbaut. Das heute noch benutzte Gerichtsgebäude wurde 1928 errichtet.
Im Louisa County liegt eine National Historic Landmark, die Toolesboro Mound Group. 7 weitere Bauwerke und Stätten des Countys sind im National Register of Historic Places eingetragen.

## Demografische Daten
Nach der Volkszählung von 2010 lebten im Louisa County 11.387 Menschen in 4.395 Haushalten. Die Bevölkerungsdichte betrug 10,9 Einwohner pro Quadratkilometer.
Ethnisch betrachtet setzte sich die Bevölkerung zusammen aus 90,2 Prozent Weißen, 0,5 Prozent Afroamerikanern, 0,3 Prozent amerikanischen Ureinwohnern, 0,9 Prozent Asiaten sowie aus anderen ethnischen Gruppen; 1,5 Prozent stammten von zwei oder mehr Ethnien ab. Unabhängig von der ethnischen Zugehörigkeit waren 15,8 Prozent der Bevölkerung spanischer oder lateinamerikanischer Abstammung.
In den 4.395 Haushalten lebten statistisch je 2,57 Personen.
25,8 Prozent der Bevölkerung waren unter 18 Jahre alt, 59,2 Prozent waren zwischen 18 und 64 und 15,0 Prozent waren 65 Jahre oder älter. 49,1 Prozent der Bevölkerung war weiblich.

Das jährliche Durchschnittseinkommen eines Haushalts lag bei 45.367 USD. Das Pro-Kopf-Einkommen betrug 20.030 USD. 10,9 Prozent der Einwohner lebten unterhalb der Armutsgrenze.

## Orte im Louisa County
Citys
| - Columbus City - Columbus Junction - Cotter | - Fredonia - Grandview - Letts | - Morning Sun - Oakville - Wapello |

Unincorporated Communitys
| - Elrick - Gladwin - Huron | - Port Louisa - Toolesboro - Wyman1 |

1 – teilweise im Washington County

## Gliederung
Das Louisa County ist in 12 Townships eingeteilt:
| - Columbus City Township - Concord Township - Eliot Township - Elm Grove Township | - Grandview Township - Jefferson Township - Marshall Township - Morning Sun Township | - Oakland Township - Port Louisa Township - Union Township - Wapello Township |